# 秋田明大
秋田 明大（あきた あけひろ / めいだい、 1947年1月2日 - ）は、日本の学生運動家。日大闘争（日大紛争）時の日大全共闘議長。元・全国全共闘連合副議長。
広島県安芸郡音戸町藤脇（合併により呉市に編入、倉橋島）出身。

## 経歴
戦後生まれであり、団塊の世代として育つ。1965年（昭和40年）、崇徳高等学校卒業後、日本大学経済学部に入学。1966年（昭和41年）、大学2年の時にサークル社会科学研究会（社研）に所属、最初は水泳サークルであり、マルクスもレーニンもかじっただけだったという。
日本大学4年生の時の1968年（昭和43年）5月27日、20億円を越える大学側の経理不正問題の表面化をきっかけに教職員組合、父兄会をも巻き込み、全国一の動員を誇った日大闘争を指揮する全学共闘会議議長となり、のちに日大理事長となる相撲部の田中英壽とも対峙。やがて全共闘は日大を超えて全国に広まることになる。
1968年（昭和43年）9月、両国講堂で3万人の学生と共に日大トップの古田重二良（日大帝王と呼ばれて理事長や会頭を歴任していた）を糾弾後、潜伏した。大学当局に対して一定の成果を得たかに見えたが、大学側が導入した機動隊の前に次々と拠点を失い、先鋭化した日大全共闘にも一般学生、父兄会の支持が離れていき、孤立を深めることとなった。
翌年の1969年（昭和44年）3月12日、公務執行妨害などの容疑で逮捕された。拘置所では東大全共闘の山本義隆と二度ほど顔を合わせる機会があったという。同年12月16日、東京地方裁判所から保釈許可が出たが、検察側が抗告、執行停止申し立てを行い保釈執行が停止。保釈条件を厳しくすることで同年12月26日に拘置が解かれた。
保釈後の会見では日大の古田体制を必ず粉砕すると語ったが、これ以降全共闘運動は急速に衰退していった。また、この日大闘争では機動隊に向かって、重さ約16kgのコンクリートの塊が校舎の4階から落とされ、頭に直撃させられた機動隊員が殉職する事件が起こっている。
運動終息後は土木作業員、自作詩集の立ち売りなどをする。東京キッドブラザースの主宰・東由多加が秋田に興味を持ち交流を深め1975年（昭和50年）、東が監督した映画『ピーターソンの鳥』に主演した。珍鳥を発見することだけに熱中する青年の話で、悠木千帆とのベッドシーンや、鰐淵晴子、坪田直子とラブシーンなどもした。しかし映画の評判が芳しくなかったこともあって東とは喧嘩別れする形となった。翌年の1976年（昭和51年）には、キングレコードからシングル「あほう鳥」（作詞は東と交流があった岡本おさみ、作曲は加藤登紀子。Ｂ面は「砂の唄」）を発売。
その後、郷里の倉橋島に帰り、自動車修理工場を経営。1985年に13歳下の女性と見合い結婚したが、離婚後は生活が荒れ、2008年時点では「数年前に結婚紹介所を通じて知り合った20歳年下の中国人妻と再婚」し、4歳の息子と3人暮らしと紹介された（産経新聞2008年5月）。
1994年（平成6年）に全共闘白書編集委員会によって行われた全共闘参加者へのアンケート調査に寄せた回答では以下のように答えている。
- もう一度「あの時代」に戻れたら運動に参加するか→「しない。アホらしい」
- 運動による損害→「有名になったこと」
- 運動を離れた主因→「別にないが強いて言えば生活」
- 当面の最重要課題→「生活」

2007年（平成19年）には国民投票法に反対する運動や、山本義隆とともに、9条改憲阻止の会への賛同人として名を連ねた。
2008年（平成20年）7月12日号の図書新聞（2877号）で、「秋田明大に聞く1960年代・1970年代を検証する」と題したインタビュー記事が掲載された（インタビュアーは小嵐九八郎）日大全共闘は自由を求めて闘った、といい、また「日大全共闘の闘いは大きな失敗はなかった」と思いを述べている。「死ぬときは、私の人生は全共闘だったといえばいい」という締めくくりで終わっている。
2018年に発生した日本大学フェニックス反則タックル問題についてJ-CASTニュースが電話取材をしたが、事件そのものについても日大闘争（日大紛争）当時についても「もう50年前のことですから」と見解を述べなかった。

## 著作
- 『大学占拠の思想』秋田明大編、三一書房、1969年
- 『獄中記 異常の日常化の中で』秋田明大、ウニタ書舗、1969年